# Zonorhynchus ruber
Zonorhynchus ruber is een platworm (Platyhelminthes). De worm is tweeslachtig. De soort leeft in het zoute water.
Het geslacht Zonorhynchus, waarin de platworm wordt geplaatst, wordt tot de familie Cicerinidae gerekend. De wetenschappelijke naam van de soort werd voor het eerst geldig gepubliceerd in 2008 door Ax.